# مرفیوس دی دوال

ساختن یک امپراتوری جهانی، اتفاقی است که فقط در خواب‌های شیرین دیده می‌شود، اما من آن را در بیداری تحقق می‌بخشم.

مورفیوس دی دوال، نام بک شخصیت در سری رزیدنت ایول است. او در سال ۱۹۷۰ متولد شد. مورفیوس پژوهشگر پیشین شرکت داروسازی آمبرلا بود. در می ۱۹۹۸ او یکی از کسانی بود که آمبرلا در رویداد عمارت، به عنوان قربانی استفاده کرد. او انسان تلخ و بی میلی بود و فاصلهٔ زیادی بین او و آمبرلا وجود داشت. میل به گرفتن انتقام از آمبرلا او را به جنون کشانده بود و برای این کار، مورفیوس نمونهٔ ویروس T را از مقر آمبرلا در پاریس به سرقت برد و سپس نمونهٔ آزمایشی ویروسی جدید به نام ویروس tG را پدیدآورد. سرانجام او پس از وارد کردن ویروس به بدن خودش به تایرانت T-092 تبدیل شده و در نهایت در سپتامبر ۲۰۰۲ به دست بروس مک گیون، کشته می‌شود.
- حضور او در این سری: رزیدنت ایول: هدف مرگ.